# Haplophyllum erythraeum
Haplophyllum erythraeum är en vinruteväxtart som beskrevs av Pierre Edmond Boissier. Haplophyllum erythraeum ingår i släktet Haplophyllum och familjen vinruteväxter. Inga underarter finns listade i Catalogue of Life.